# Chiesa di Sant'Ivo dei Bretoni

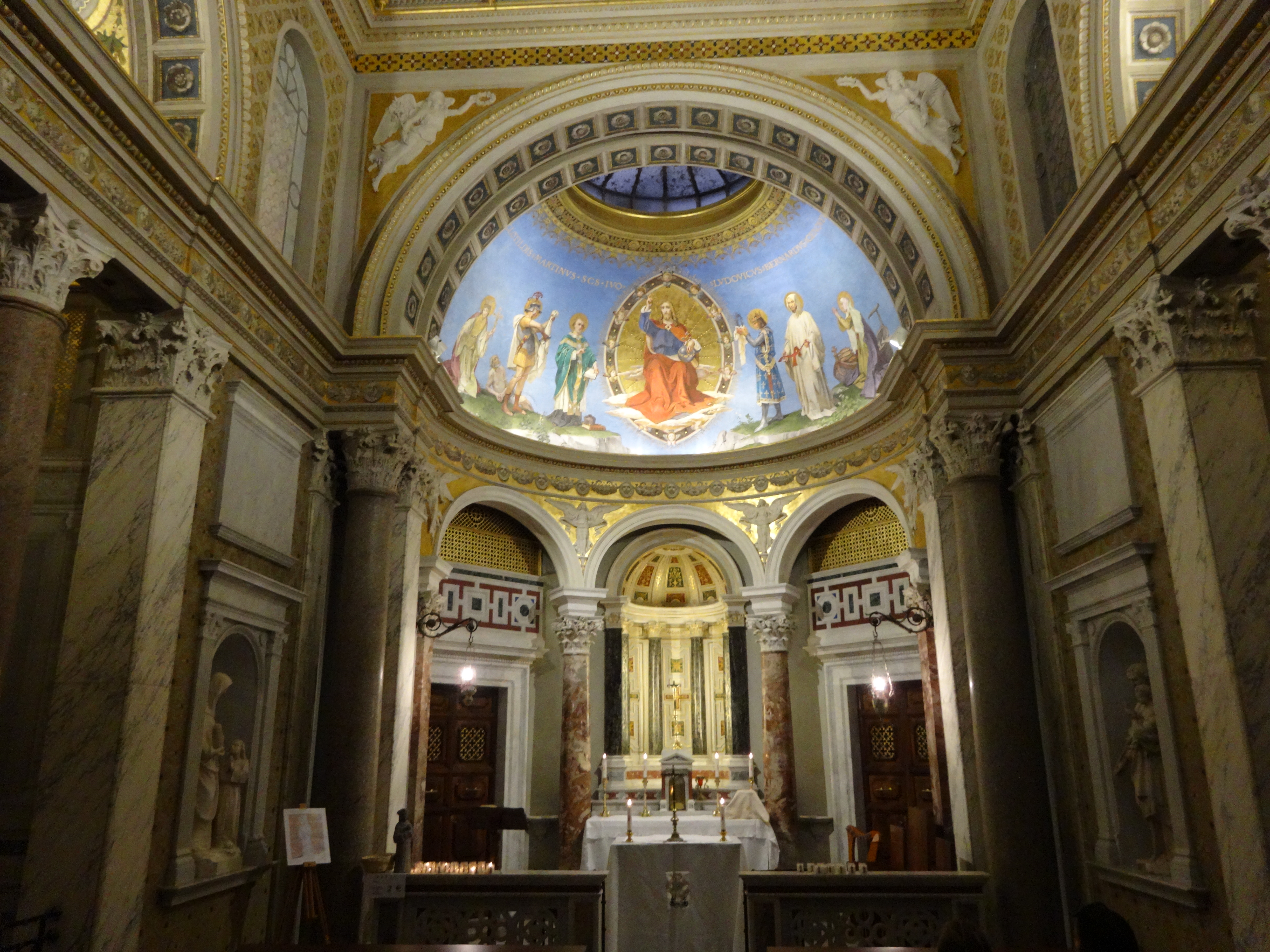
Interno

La chiesa di Sant'Ivo dei Bretoni è un luogo di culto cattolico di Roma, nel rione Campo Marzio, nel vicolo della Campana.

## Storia
L'attuale chiesa fu edificata nei pressi o sopra un'antica chiesa medievale, Sant'Andrea de Mortarariis, la cui più antica testimonianza è una bolla di papa Innocenzo II (prima metà del XII secolo). Il nome deriverebbe dalla confraternita dei marmisti di Roma: infatti in documenti successivi la chiesa l'appellativo in uso è de marmorariis. Papa Niccolò V, nel XV secolo, concesse la chiesa ai Bretoni come loro chiesa nazionale, confermata su istanza del cardinale Alain de Coëtivy da papa Callisto III con la bolla Rationi congruit del 20 aprile 1455. La chiesa aveva annesso un ospizio per i pellegrini francesi. Questa antica chiesa fu molto probabilmente distrutta nel XVI secolo e ricostruita con titolo di Sant'Ivo: della chiesa medievale rimase solo il campanile, ma anch'esso crollò nel 1875. Questa nuova chiesa, che fu sede parrocchiale fino al 1824, lasciata in stato di abbandono e continuamente allagata dalle piene del Tevere, fu demolita nel 1875.
Al posto del vecchio edificio di culto, il governo francese provvide a ricostruire una nuova chiesa dedicata a sant'Ivo in un luogo vicino alla precedente: la facciata della nuova chiesa infatti, opera di Luca Carimini del 1888, è situata nel lato opposto di quella demolita.
Durante la costruzione della nuova chiesa vennero rinvenuti resti e vestigia antiche, oggi conservate nel palazzo annesso alla chiesa di San Luigi dei francesi.
È fondata l'ipotesi che degli elementi murari dell'antica chiesa siano stati mantenuti nel nuovo complesso, costituito dagli edifici e dalla nuova chiesa. Il mantenimento dell'antica abside, coinciderebbe con l'attuale cappella della Santa Vergine.
Alcune considerazioni a supporto di tale ipotesi riguardano la forma della nuova chiesa. La persistenza della struttura muraria dell'abside, con le sue proporzioni, ne avrebbe influenzato la pianta e lo sviluppo in elevazione. La rotazione di 90° dell'asse della chiesa (necessario per l'ottenimento di un edificio di minori dimensioni nello stesso lotto), avrebbe reso necessaria la costruzione di una cappella simmetrica ed altrettanto grande.